# 週波未定值
週波未定值，又稱「初始整週未定值」（英語：Initial integer cycle ambiguity）、相位未定值（英語：Phase ambiguity）或週波未定值誤差(英語：Ambiguity bias），是指使用卫星导航系统接收儀來收取載波相位資料時，就可以獲得小數部分，卻無法得知整數的值。這個未知的週波數稱為整數未定值（Integer ambiguity）
整數未定值解算為高精度全球導航衛星系統定位之關鍵。當整數未定值解算至正確之整數值，便可提高定位精度。

## 解決方式：
如果可以解決載波相位測量的整數未定值，就可以精確地觀察定位。一般求解的整數未定值的方法為OTF（On The Fly）相位位定值解算法，OTF可以利用觀測資料即時解出整數未定值。